# Самсонов, Владимир Сергеевич
Владимир Сергеевич Самсонов (1922—1945) — старший лейтенант Рабоче-крестьянской Красной армии, участник Великой Отечественной войны, Герой Советского Союза (1945).

## Биография
Родился 23 мая 1922 года в селе Остров (ныне — Ленинский район Московской области). Окончил среднюю школу. В 1940 году был призван на службу в Рабоче-крестьянскую Красную армию. В 1941 году окончил Ленинградское артиллерийское училище. С того же года — на фронтах Великой Отечественной войны.
К февралю 1945 года гвардии старший лейтенант Владимир Самсонов командовал батареей 377-го гвардейского тяжёлого самоходного артиллерийского полка 51-й армии 2-го Прибалтийского фронта. Участвовал в сражениях на территории Латвийской ССР. 23 февраля 1945 года батарея Самсонова принимала активное участие в прорыве вражеской обороны в районе Приекуле, нанеся противнику большие потери. В тех боях Самсонов лично уничтожил 5 танков и большое количество солдат и офицеров противника. В том бою он получил два тяжёлых ранения, от которых вскоре умер. Похоронен на воинском кладбище в Приекуле.
Указом Президиума Верховного Совета СССР от 29 июня 1945 года за «образцовое выполнение боевых заданий командования на фронте борьбы с немецкими захватчиками и проявленные при этом мужество и героизм» гвардии старший лейтенант Владимир Самсонов посмертно был удостоен высокого звания Героя Советского Союза. Также был награждён орденами Ленина, Александра Невского и Отечественной войны 1-й степени, двумя орденами Красной Звезды.